# 1244
Portal Geschichte | Portal Biografien | Aktuelle Ereignisse | Jahreskalender | Tagesartikel

◄ |
12. Jahrhundert |
13. Jahrhundert
| 14. Jahrhundert | ►

◄ |
1210er |
1220er |
1230er |
1240er
| 1250er | 1260er | 1270er | ►

◄◄ |
◄ |
1240 |
1241 |
1242 |
1243 |
1244
| 1245 | 1246 | 1247 | 1248 | ► | ►►
Staatsoberhäupter  · Nekrolog
| Januar | Januar | Januar | Januar | Januar | Januar | Januar | Januar |
| Kw     | Mo     | Di     | Mi     | Do     | Fr     | Sa     | So     |
| ------ | ------ | ------ | ------ | ------ | ------ | ------ | ------ |
| 53     |        |        |        |        | 1      | 2      | 3      |
| 1      | 4      | 5      | 6      | 7      | 8      | 9      | 10     |
| 2      | 11     | 12     | 13     | 14     | 15     | 16     | 17     |
| 3      | 18     | 19     | 20     | 21     | 22     | 23     | 24     |
| 4      | 25     | 26     | 27     | 28     | 29     | 30     | 31     |

| Februar | Februar | Februar | Februar | Februar | Februar | Februar | Februar |
| Kw      | Mo      | Di      | Mi      | Do      | Fr      | Sa      | So      |
| ------- | ------- | ------- | ------- | ------- | ------- | ------- | ------- |
| 5       | 1       | 2       | 3       | 4       | 5       | 6       | 7       |
| 6       | 8       | 9       | 10      | 11      | 12      | 13      | 14      |
| 7       | 15      | 16      | 17      | 18      | 19      | 20      | 21      |
| 8       | 22      | 23      | 24      | 25      | 26      | 27      | 28      |
| 9       | 29      |         |         |         |         |         |         |

| März | März | März | März | März | März | März | März |
| Kw   | Mo   | Di   | Mi   | Do   | Fr   | Sa   | So   |
| ---- | ---- | ---- | ---- | ---- | ---- | ---- | ---- |
| 9    |      | 1    | 2    | 3    | 4    | 5    | 6    |
| 10   | 7    | 8    | 9    | 10   | 11   | 12   | 13   |
| 11   | 14   | 15   | 16   | 17   | 18   | 19   | 20   |
| 12   | 21   | 22   | 23   | 24   | 25   | 26   | 27   |
| 13   | 28   | 29   | 30   | 31   |      |      |      |

| April | April | April | April | April | April | April | April |
| Kw    | Mo    | Di    | Mi    | Do    | Fr    | Sa    | So    |
| ----- | ----- | ----- | ----- | ----- | ----- | ----- | ----- |
| 13    |       |       |       |       | 1     | 2     | 3     |
| 14    | 4     | 5     | 6     | 7     | 8     | 9     | 10    |
| 15    | 11    | 12    | 13    | 14    | 15    | 16    | 17    |
| 16    | 18    | 19    | 20    | 21    | 22    | 23    | 24    |
| 17    | 25    | 26    | 27    | 28    | 29    | 30    |       |

| Mai | Mai | Mai | Mai | Mai | Mai | Mai | Mai |
| Kw  | Mo  | Di  | Mi  | Do  | Fr  | Sa  | So  |
| --- | --- | --- | --- | --- | --- | --- | --- |
| 17  |     |     |     |     |     |     | 1   |
| 18  | 2   | 3   | 4   | 5   | 6   | 7   | 8   |
| 19  | 9   | 10  | 11  | 12  | 13  | 14  | 15  |
| 20  | 16  | 17  | 18  | 19  | 20  | 21  | 22  |
| 21  | 23  | 24  | 25  | 26  | 27  | 28  | 29  |
| 22  | 30  | 31  |     |     |     |     |     |

| Juni | Juni | Juni | Juni | Juni | Juni | Juni | Juni |
| Kw   | Mo   | Di   | Mi   | Do   | Fr   | Sa   | So   |
| ---- | ---- | ---- | ---- | ---- | ---- | ---- | ---- |
| 22   |      |      | 1    | 2    | 3    | 4    | 5    |
| 23   | 6    | 7    | 8    | 9    | 10   | 11   | 12   |
| 24   | 13   | 14   | 15   | 16   | 17   | 18   | 19   |
| 25   | 20   | 21   | 22   | 23   | 24   | 25   | 26   |
| 26   | 27   | 28   | 29   | 30   |      |      |      |

| Juli | Juli | Juli | Juli | Juli | Juli | Juli | Juli |
| Kw   | Mo   | Di   | Mi   | Do   | Fr   | Sa   | So   |
| ---- | ---- | ---- | ---- | ---- | ---- | ---- | ---- |
| 26   |      |      |      |      | 1    | 2    | 3    |
| 27   | 4    | 5    | 6    | 7    | 8    | 9    | 10   |
| 28   | 11   | 12   | 13   | 14   | 15   | 16   | 17   |
| 29   | 18   | 19   | 20   | 21   | 22   | 23   | 24   |
| 30   | 25   | 26   | 27   | 28   | 29   | 30   | 31   |

| August | August | August | August | August | August | August | August |
| Kw     | Mo     | Di     | Mi     | Do     | Fr     | Sa     | So     |
| ------ | ------ | ------ | ------ | ------ | ------ | ------ | ------ |
| 31     | 1      | 2      | 3      | 4      | 5      | 6      | 7      |
| 32     | 8      | 9      | 10     | 11     | 12     | 13     | 14     |
| 33     | 15     | 16     | 17     | 18     | 19     | 20     | 21     |
| 34     | 22     | 23     | 24     | 25     | 26     | 27     | 28     |
| 35     | 29     | 30     | 31     |        |        |        |        |

| September | September | September | September | September | September | September | September |
| Kw        | Mo        | Di        | Mi        | Do        | Fr        | Sa        | So        |
| --------- | --------- | --------- | --------- | --------- | --------- | --------- | --------- |
| 35        |           |           |           | 1         | 2         | 3         | 4         |
| 36        | 5         | 6         | 7         | 8         | 9         | 10        | 11        |
| 37        | 12        | 13        | 14        | 15        | 16        | 17        | 18        |
| 38        | 19        | 20        | 21        | 22        | 23        | 24        | 25        |
| 39        | 26        | 27        | 28        | 29        | 30        |           |           |

| Oktober | Oktober | Oktober | Oktober | Oktober | Oktober | Oktober | Oktober |
| Kw      | Mo      | Di      | Mi      | Do      | Fr      | Sa      | So      |
| ------- | ------- | ------- | ------- | ------- | ------- | ------- | ------- |
| 39      |         |         |         |         |         | 1       | 2       |
| 40      | 3       | 4       | 5       | 6       | 7       | 8       | 9       |
| 41      | 10      | 11      | 12      | 13      | 14      | 15      | 16      |
| 42      | 17      | 18      | 19      | 20      | 21      | 22      | 23      |
| 43      | 24      | 25      | 26      | 27      | 28      | 29      | 30      |
| 44      | 31      |         |         |         |         |         |         |

| November | November | November | November | November | November | November | November |
| Kw       | Mo       | Di       | Mi       | Do       | Fr       | Sa       | So       |
| -------- | -------- | -------- | -------- | -------- | -------- | -------- | -------- |
| 44       |          | 1        | 2        | 3        | 4        | 5        | 6        |
| 45       | 7        | 8        | 9        | 10       | 11       | 12       | 13       |
| 46       | 14       | 15       | 16       | 17       | 18       | 19       | 20       |
| 47       | 21       | 22       | 23       | 24       | 25       | 26       | 27       |
| 48       | 28       | 29       | 30       |          |          |          |          |

| Dezember | Dezember | Dezember | Dezember | Dezember | Dezember | Dezember | Dezember |
| Kw       | Mo       | Di       | Mi       | Do       | Fr       | Sa       | So       |
| -------- | -------- | -------- | -------- | -------- | -------- | -------- | -------- |
| 48       |          |          |          | 1        | 2        | 3        | 4        |
| 49       | 5        | 6        | 7        | 8        | 9        | 10       | 11       |
| 50       | 12       | 13       | 14       | 15       | 16       | 17       | 18       |
| 51       | 19       | 20       | 21       | 22       | 23       | 24       | 25       |
| 52       | 26       | 27       | 28       | 29       | 30       | 31       |          |

| Januar | Januar | Januar | Januar | Januar | Januar | Januar | Januar |
| Kw     | Mo     | Di     | Mi     | Do     | Fr     | Sa     | So     |
| ------ | ------ | ------ | ------ | ------ | ------ | ------ | ------ |
| 53     |        |        |        |        | 1      | 2      | 3      |
| 1      | 4      | 5      | 6      | 7      | 8      | 9      | 10     |
| 2      | 11     | 12     | 13     | 14     | 15     | 16     | 17     |
| 3      | 18     | 19     | 20     | 21     | 22     | 23     | 24     |
| 4      | 25     | 26     | 27     | 28     | 29     | 30     | 31     |

| Februar | Februar | Februar | Februar | Februar | Februar | Februar | Februar |
| Kw      | Mo      | Di      | Mi      | Do      | Fr      | Sa      | So      |
| ------- | ------- | ------- | ------- | ------- | ------- | ------- | ------- |
| 5       | 1       | 2       | 3       | 4       | 5       | 6       | 7       |
| 6       | 8       | 9       | 10      | 11      | 12      | 13      | 14      |
| 7       | 15      | 16      | 17      | 18      | 19      | 20      | 21      |
| 8       | 22      | 23      | 24      | 25      | 26      | 27      | 28      |
| 9       | 29      |         |         |         |         |         |         |

| März | März | März | März | März | März | März | März |
| Kw   | Mo   | Di   | Mi   | Do   | Fr   | Sa   | So   |
| ---- | ---- | ---- | ---- | ---- | ---- | ---- | ---- |
| 9    |      | 1    | 2    | 3    | 4    | 5    | 6    |
| 10   | 7    | 8    | 9    | 10   | 11   | 12   | 13   |
| 11   | 14   | 15   | 16   | 17   | 18   | 19   | 20   |
| 12   | 21   | 22   | 23   | 24   | 25   | 26   | 27   |
| 13   | 28   | 29   | 30   | 31   |      |      |      |

| April | April | April | April | April | April | April | April |
| Kw    | Mo    | Di    | Mi    | Do    | Fr    | Sa    | So    |
| ----- | ----- | ----- | ----- | ----- | ----- | ----- | ----- |
| 13    |       |       |       |       | 1     | 2     | 3     |
| 14    | 4     | 5     | 6     | 7     | 8     | 9     | 10    |
| 15    | 11    | 12    | 13    | 14    | 15    | 16    | 17    |
| 16    | 18    | 19    | 20    | 21    | 22    | 23    | 24    |
| 17    | 25    | 26    | 27    | 28    | 29    | 30    |       |

| Mai | Mai | Mai | Mai | Mai | Mai | Mai | Mai |
| Kw  | Mo  | Di  | Mi  | Do  | Fr  | Sa  | So  |
| --- | --- | --- | --- | --- | --- | --- | --- |
| 17  |     |     |     |     |     |     | 1   |
| 18  | 2   | 3   | 4   | 5   | 6   | 7   | 8   |
| 19  | 9   | 10  | 11  | 12  | 13  | 14  | 15  |
| 20  | 16  | 17  | 18  | 19  | 20  | 21  | 22  |
| 21  | 23  | 24  | 25  | 26  | 27  | 28  | 29  |
| 22  | 30  | 31  |     |     |     |     |     |

| Juni | Juni | Juni | Juni | Juni | Juni | Juni | Juni |
| Kw   | Mo   | Di   | Mi   | Do   | Fr   | Sa   | So   |
| ---- | ---- | ---- | ---- | ---- | ---- | ---- | ---- |
| 22   |      |      | 1    | 2    | 3    | 4    | 5    |
| 23   | 6    | 7    | 8    | 9    | 10   | 11   | 12   |
| 24   | 13   | 14   | 15   | 16   | 17   | 18   | 19   |
| 25   | 20   | 21   | 22   | 23   | 24   | 25   | 26   |
| 26   | 27   | 28   | 29   | 30   |      |      |      |

| Juli | Juli | Juli | Juli | Juli | Juli | Juli | Juli |
| Kw   | Mo   | Di   | Mi   | Do   | Fr   | Sa   | So   |
| ---- | ---- | ---- | ---- | ---- | ---- | ---- | ---- |
| 26   |      |      |      |      | 1    | 2    | 3    |
| 27   | 4    | 5    | 6    | 7    | 8    | 9    | 10   |
| 28   | 11   | 12   | 13   | 14   | 15   | 16   | 17   |
| 29   | 18   | 19   | 20   | 21   | 22   | 23   | 24   |
| 30   | 25   | 26   | 27   | 28   | 29   | 30   | 31   |

| August | August | August | August | August | August | August | August |
| Kw     | Mo     | Di     | Mi     | Do     | Fr     | Sa     | So     |
| ------ | ------ | ------ | ------ | ------ | ------ | ------ | ------ |
| 31     | 1      | 2      | 3      | 4      | 5      | 6      | 7      |
| 32     | 8      | 9      | 10     | 11     | 12     | 13     | 14     |
| 33     | 15     | 16     | 17     | 18     | 19     | 20     | 21     |
| 34     | 22     | 23     | 24     | 25     | 26     | 27     | 28     |
| 35     | 29     | 30     | 31     |        |        |        |        |

| September | September | September | September | September | September | September | September |
| Kw        | Mo        | Di        | Mi        | Do        | Fr        | Sa        | So        |
| --------- | --------- | --------- | --------- | --------- | --------- | --------- | --------- |
| 35        |           |           |           | 1         | 2         | 3         | 4         |
| 36        | 5         | 6         | 7         | 8         | 9         | 10        | 11        |
| 37        | 12        | 13        | 14        | 15        | 16        | 17        | 18        |
| 38        | 19        | 20        | 21        | 22        | 23        | 24        | 25        |
| 39        | 26        | 27        | 28        | 29        | 30        |           |           |

| Oktober | Oktober | Oktober | Oktober | Oktober | Oktober | Oktober | Oktober |
| Kw      | Mo      | Di      | Mi      | Do      | Fr      | Sa      | So      |
| ------- | ------- | ------- | ------- | ------- | ------- | ------- | ------- |
| 39      |         |         |         |         |         | 1       | 2       |
| 40      | 3       | 4       | 5       | 6       | 7       | 8       | 9       |
| 41      | 10      | 11      | 12      | 13      | 14      | 15      | 16      |
| 42      | 17      | 18      | 19      | 20      | 21      | 22      | 23      |
| 43      | 24      | 25      | 26      | 27      | 28      | 29      | 30      |
| 44      | 31      |         |         |         |         |         |         |

| November | November | November | November | November | November | November | November |
| Kw       | Mo       | Di       | Mi       | Do       | Fr       | Sa       | So       |
| -------- | -------- | -------- | -------- | -------- | -------- | -------- | -------- |
| 44       |          | 1        | 2        | 3        | 4        | 5        | 6        |
| 45       | 7        | 8        | 9        | 10       | 11       | 12       | 13       |
| 46       | 14       | 15       | 16       | 17       | 18       | 19       | 20       |
| 47       | 21       | 22       | 23       | 24       | 25       | 26       | 27       |
| 48       | 28       | 29       | 30       |          |          |          |          |

| Dezember | Dezember | Dezember | Dezember | Dezember | Dezember | Dezember | Dezember |
| Kw       | Mo       | Di       | Mi       | Do       | Fr       | Sa       | So       |
| -------- | -------- | -------- | -------- | -------- | -------- | -------- | -------- |
| 48       |          |          |          | 1        | 2        | 3        | 4        |
| 49       | 5        | 6        | 7        | 8        | 9        | 10       | 11       |
| 50       | 12       | 13       | 14       | 15       | 16       | 17       | 18       |
| 51       | 19       | 20       | 21       | 22       | 23       | 24       | 25       |
| 52       | 26       | 27       | 28       | 29       | 30       | 31       |          |

## Ereignisse

### Politik und Weltgeschehen

#### Katharerkreuzzug

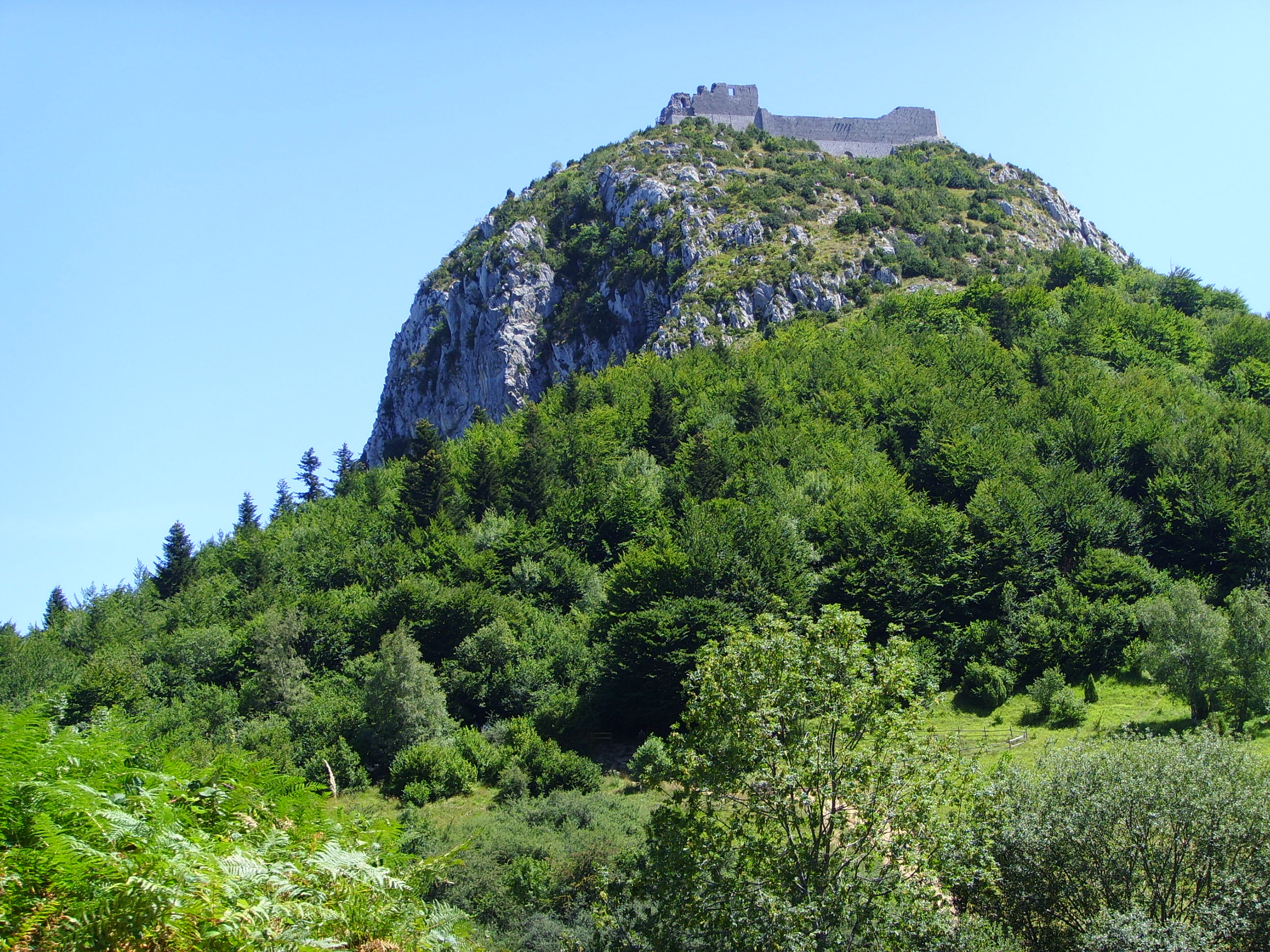
Der Berg Montségur mit der Ruine der gleichnamigen Katharerburg

- Anfang Januar: Dem Katapultkonstrukteur Bertrand de la Bacalaria gelingt es, Zugang zur belagerten Katharerfestung Montségur zu bekommen. Er unterstützt fortan die Verteidiger mit seinen Konstruktionen.
- Anfang Februar: Die Belagerer erobern nach heftigem Kampf die äußere Verteidigungsanlage des Montségur. Ein Direktangriff Mitte Februar auf die Festung wird von den Belagerten zurückgeschlagen.
- 2. März: Festungskommandant Pierre Roger II. de Mirepoix nimmt Kontakt zu Hugues d’Arcis zur Aushandlung von Kapitulationsbedingungen auf.
- 16. März: Die Katharerfestung Montségur wird nach einjähriger Belagerung den Truppen des französischen Königs und der römisch-katholischen Kirche übergeben. 225 Überlebende werden auf dem Scheiterhaufen verbrannt, weil sie sich weigern, ihrem Glauben abzuschwören. Die Laien inklusive der Attentäter von Avignonet erhalten freien Abzug.
- 16. März bis 10. Mai: Ferrer, der erste Inquisitor der nach dem Ende des Albigenserkreuzzugs im Languedoc eingerichteten Inquisitionsgerichtsbarkeit, unterzieht weitere achtzehn Überlebende der Belagerung einem Verhör, das allerdings für alle Beteiligten mit einem Bußbrief, also dem Freispruch von jedem Häresieverdacht, endet.

#### Kreuzzüge im Heiligen Land
- Choresmische Söldner im Dienst von Sultan as-Salih Ayyub, der sich mitten im internen Machtkampf der Ayyubiden gegen seinen Onkel as-Salih Ismail befindet, ziehen plündernd durch Syrien nach Galiläa, wo sie Tiberias erobern.
- 24. August: Choresmische Söldner erobern Jerusalem für den Ayyubiden-Sultan As-Salih Ayyub. Damit geht die christliche Herrschaft über die Stadt endgültig verloren. Patriarch Athanasios II. wird ebenso wie viele andere Christen der Stadt getötet.
- 17. Oktober: Das verbündete Heer der Kreuzfahrerstaaten und as-Salih Ismails, des Sultans von Damaskus, erleidet bei La Forbie nahe Gaza eine vernichtende Niederlage gegen das um die Choresmier verstärkte Ayyubidenheer.

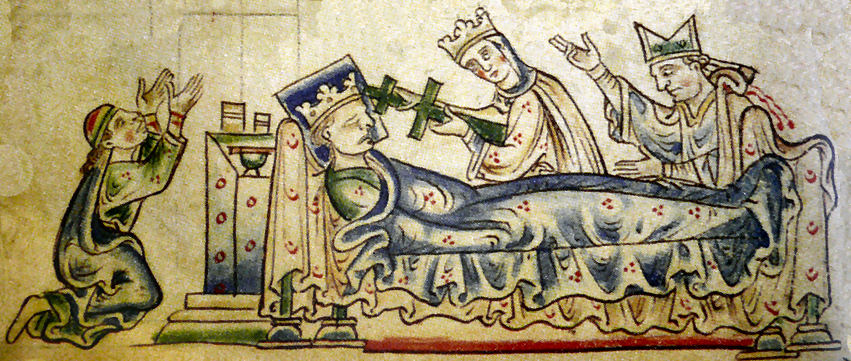
Ludwig der Heilige legt auf seinem Krankenbett ein Kreuzzugsgelübte ab. (Darstellung aus der Chronica Majora des Matthäus Paris, 13. Jahrhundert, Cambridge, Corpus Christi College)

- Während einer Malariaerkrankung legt der französische König Ludwig IX. ein Kreuzzugsgelübde ab. Der Sechste Kreuzzug beginnt 1248.
- Nach dem Tod von Johannes Komnenos Dukas wird sein Bruder Demetrios Komnenos Dukas Herrscher im Kaiserreich Thessaloniki.

#### Heiliges Römisches Reich/Italien/Kaiserreich Nikaia
- Sommer: Papst Innozenz IV. flüchtet vor dem auf Italienzug befindlichen Kaiser Friedrich II. aus Rom. Er reist über Genua nach Lyon, wo er Ende des Jahres ein Konzil für 1245 einberuft, das zum Ziel hat, den Kaiser abzusetzen.
- Der 52-jährige Johannes III., Kaiser von Nikaia, heiratet die vierzehnjährige Konstanze von Staufen, Tochter Kaiser Friedrichs II., die aus diesem Anlass den Namen Anna annimmt.

#### Britische Inseln

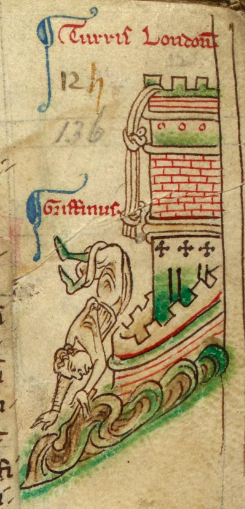
Der Tod von Gruffydd ap Llywelyn in einer Darstellung des 13. Jahrhunderts

Die walisischen Fürsten verbünden sich, um die seit dem Feldzug von 1241 bestehende Vorherrschaft des englischen Königs Heinrich III. abzuschütteln. Nur Gruffydd Maelor ap Madog von Powys Fadog, Gruffydd ap Gwenwynwyn von Powys Wenwynwyn und Morgan ap Hywel von Caerleon schließen sich dem Bündnis nicht an. Als der als Faustpfand des Königs im Tower of London festgehaltene Gruffydd ap Llywelyn, der ältere Bruder des Fürsten Dafydd ap Llywelyn von Gwynedd, am 1. März bei einem Fluchtversuch tödlich verunglückt, übernimmt Dafydd wieder die Führung der Waliser. In einem allgemeinen Aufstand können im Frühjahr weite Gebiete von der englischen Herrschaft befreit werden. Die Waliser belagern Dyserth Castle und andere königliche Burgen. Der König, zunächst gebunden durch einen Konflikt mit Schottland, überlässt zunächst den Marcher Lords Richard de Clare, 5. Earl of Gloucester und Humphrey de Bohun, 2. Earl of Hereford die Verteidigung der Welsh Marches. Schließlich lässt er Owain Goch, den ältesten Sohn des verunglückten Gruffydd ap Llylweyn in der vergeblichen Hoffnung nach Wales bringen, dass dieser dort Anhänger von Fürst Dafydd auf die Seite des englischen Königs ziehen könne.
Mit dem am 14. August besiegelten Vertrag von Newcastle wird eine Krise in den Beziehungen zwischen dem englischen König Heinrich III. und dem schottischen König Alexander II. und ein drohender Krieg zwischen den beiden Reichen abgewendet. In dem Vertrag wird der Anspruch des englischen Königs auf Oberhoheit nicht mehr erwähnt und damit fallen gelassen. Dafür verspricht der schottische König dem englischen König seine Treue und Ergebenheit und dass er keine Verträge mit dessen Feinden schließen würde. Vermutlich wird in Newcastle auch die Verlobung des schottischen Thronfolgers Alexander mit einer Tochter des englischen Königs vereinbart.

#### Nordafrika
- Abu Yahya Abu Bakr sagt sich vom Reich der Almohaden unter Ali Abu l-Hasan as-Said los und macht sich zum ersten Sultan der Meriniden in Marokko.

#### Stadtgründungen und urkundliche Ersterwähnungen

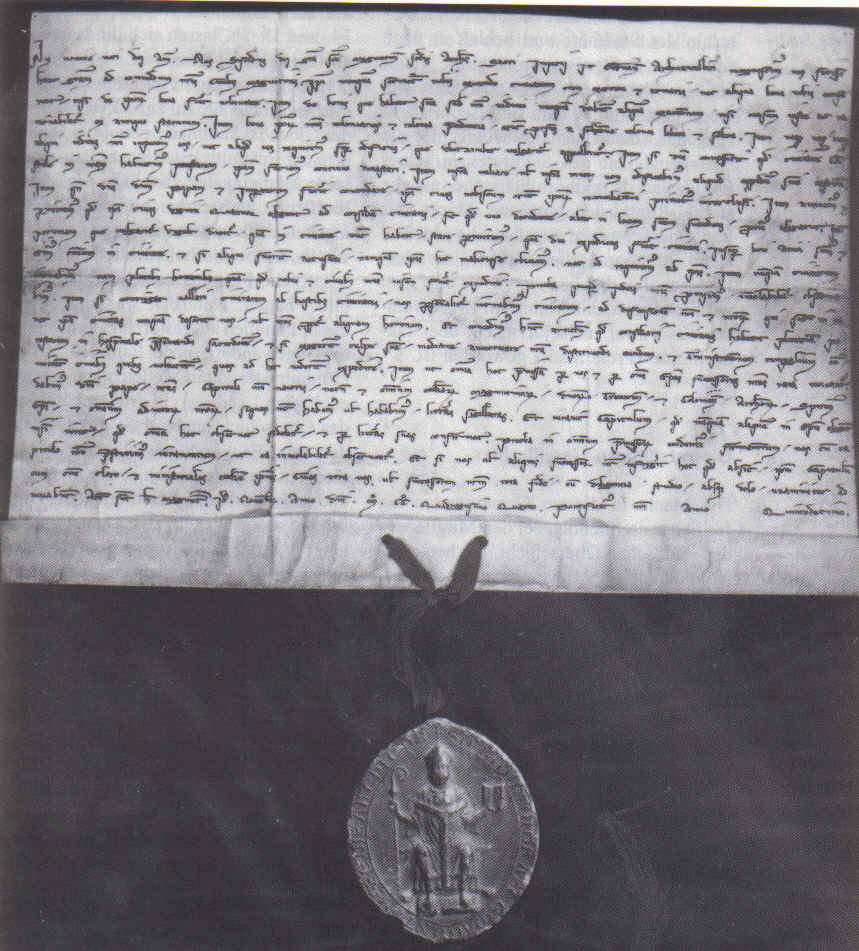
Das Stadtprivileg Siegfrieds III. von Eppstein für die Freie Stadt Mainz von 1244

- 13. November: Durch ein von Erzbischof Siegfried III. von Eppstein verliehenes Stadtprivileg wird Mainz zur Freien Stadt.
- Gründung der Stadt Friedland unter dem Namen Vredeland.
- Gründung der Stadt Regensberg durch Freiherren Lütold V. von Regensberg
- Erste urkundliche Erwähnung von Alvaneu, Berlin, Därligen, Deitingen, Epsach, Oltingen, Stammheim (Florstadt) und Waldulm.
- In Magdeburg ist ein Stadtrat bezeugt.
- um 1244: Baubeginn des Rathauses in Dortmund

### Wirtschaft
- Die Münzstätte Freiberg ist erstmals urkundlich nachweisbar.

### Religion
- Innozenz IV. vereinigt die seit dem 5. Jahrhundert in Nord- und Mittelitalien verstreut lebenden Einsiedlergemeinschaften zum Orden der Augustiner-Eremiten.
- Jacobus de Voragine tritt in den Dominikanerorden ein.
- 1243/1244: Albertus Magnus lehrt an der Universität Paris.

## Geboren

### Geburtsdatum gesichert
- 21./24. Februar: Ludwig von Frankreich, Prinz, Thronfolger und zeitweilig nomineller Regent Frankreichs († 1260)
- 24. Juni: Heinrich I., erster Landgraf von Hessen († 1308)
- 18. Juli: John de Vescy, englischer Adeliger, Militär und Diplomat († 1289)
- 1. Dezember: Bonifaz, Graf von Savoyen († 1263)

### Genaues Geburtsdatum unbekannt
- Araniko, in China tätiger nepalesischer Architekt († 1306)
- Gilbert de Umfraville, 7. Earl of Angus, englischer Adeliger mit schottischem Titel († 1307)
- Guy de Montfort, englischer Militär und Rebell († 1291 oder 1292)
- Jaczo, Graf von Gützkow († 1303)
- Margarete von Antiochia, Herrin von Tyrus und Nonne im Kloster Notre-Dame de Jérusalem in Nikosia († 1308)
- Otto III., Graf von Weimar-Orlamünde († 1285)
- Isaak ben Salomo Sahula, jüdischer Fabeldichter und ethischer Schriftsteller in Kastilien

### Geboren um 1244
- Erwin von Steinbach, Steinmetz und Baumeister am Straßburger Münster († 1318)
- 1244/1246: Heinrich II. von Virneburg, Erzbischof und Kurfürst von Köln († 1332)

## Gestorben

### Erstes Halbjahr
- zwischen 1. und 4. Februar: Ralph de Neville, Bischof von Chichester und Lordkanzler von England
- 1. März: Gruffydd ap Llywelyn Fawr, walisischer Fürst von Gwynedd (* um 1200)
- 1. März: Lothar, regierender Graf zu Wied und kurkölnischer Vogt von Andernach
- 16. März: Guillaume de Lahille, okzitanischer Ritter, Faydit und Katharer
- 1. April: Otto II., Graf von Ravensberg
- 2. April: Henrik Harpestræng, dänischer Autor botanischer und medizinischer Schriften (* um 1164)
- 7. Mai: Richard von San Germano, italienischer öffentlicher Notar, Finanzverwalter und Chronist (* um 1165)
- nach Mai: Balduin III., Graf von Guînes

### Zweites Halbjahr
- 16. Juli: Sophia von Sachsen, Äbtissin des freien weltlichen Stiftes von Gernrode und Frose
- vor August: Robert, 4. Earl of Strathearn, schottischer Adeliger (* um 1180)
- 24. August: Athanasios II., melkitischer Patriarch von Jerusalem
- 20./21. September: Wilhelm, Bischof von Havelberg
- 9. Oktober: Berthold I. von Teck, Fürstbischof von Straßburg (* um 1200)
- um den 18. Oktober: Pierre de Sergines, Erzbischof von Tyrus
- 27. Oktober: Adelheid von Wassel, Gräfin von Ratzeburg (* um 1175)
- nach Oktober: Bohemund, Herr von Batrun in der Grafschaft Tripolis (* um 1199)
- 17. November: Marjorie von Schottland, schottische Königstochter und Gräfin von Pembroke
- 24. November: William Briwere, Bischof von Exeter
- 5. Dezember: Johanna, Gräfin von Flandern und Hennegau (* 1200)

### Genaues Todesdatum unbekannt
- Burkhard von Avesnes, französischer Adliger (* um 1182)
- Richard de Percy, englischer Adliger und Rebell (* vor 1181)
- Eleonore, Königin von Aragón (* 1202)
- Donnchadh Mór Ó Dálaigh, irischer Dichter (* um 1175)
- Johannes Komnenos Dukas, Herrscher von Thessaloniki
- Manfred III., Markgraf von Saluzzo
- Meir ha-Levi Abulafia, Talmudgelehrter, anerkannte Autorität in halachischen Fragen und Kabbalist in Kastilien (* um 1165)
- Rhys Mechyll, walisischer Lord von Deheubarth (* um 1170)
- Rog Sherab Ö, Vertreter der Nyingma-Schule und Anhänger der Shiche-Schule des tibetischen Buddhismus (* 1166)